# چاه قیل
چاه قیل (چاه عقیل) روستای کوچکی از روستاهی منطقه گوده و از توابع بخش مرکزی شهرستان بستک در غرب استان هرمزگان در جنوب ایران واقع شده‌است.
در ۹ کیلومتری جنوب شرقی شهر بستک واقع است.

## محدوده چاه قیل
از شمال جاده گوده بستک، از جنوب کوه، از مغرب تنگ بستک، و از سمت مشرق به بست قلات محدود می‌گردد.

## جمعیت
جمعیت این روستا بر اساس سرشماری سال ١٣٩۵ جمعیت آن ۴٨ نفر (١٢ خانوار)
بوده‌است. که از اهل سنت و از شاخه شافعی هستند یعنی از پیروان امام محمد ادریس شافعی می‌باشند و به زبان اچمی تکلم می‌کنند.
دارای مسجد، دبستان، و چند باب آب‌انبار برکه است.
روستای چاه قیل «چاه عقیل» در ۱۸ کیلومتری از جاده آسفالت لار به بستک به سمت جنوب منحرف می‌شود.
دارای ۵۰۰ اصله نخل دیم و ۲۰۰۰ من (۸۰۰۰ کیلو) زمین زیر کشت دیم دارد.

## چاه قیل زادگاه عقاب جنوب
این روستا مسقط الرأس شمد لاوری که معروف است پیش عامه مردم به «عقاب جنوب» است، مادرش از روستای بست قلات هستند، اما پدرش از روستای لاور شیخ هستند، ایشان از نوادگان  شیخ حسن مدنی هستند، ایشان در سال ۱۲۹۵ خورشیدی در روستای «چاه قیل» دیده به جهان گشودند و در سال ۱۳۲۴ خورشیدی در روستای ایلود کشته شدند.

## فهرست منابع و مآخذ
- محمدیان، کوخردی، محمد.  «شهرستان بستک و بخش کوخرد»  ج۱. چاپ اول، دبی: سال انتشار ۲۰۰۵ میلادی.
- عباسی، قلی، مصطفی،  «بستک وجهانگیریه» ، چاپ اول، تهران: ناشر: شرکت انتشارات جهان معاصر، سال ۱۳۷۲ خورشیدی.
- سلامی، بستکی، احمد.  (بستک در گذرگاه تاریخ)  ج۲ چاپ اول، ۱۳۷۲ خورشیدی.
- بالود، محمد.  (فرهنگ عامه در منطقه بستک)  ناشر همسایه، چاپ زیتون، انتشار سال ۱۳۸۴ خورشیدی.
- بنی عباسیان، بستکی، محمد اعظم،  «تاریخ جهانگیریه»  چاپ تهران، سال ۱۳۳۹ خورشیدی.
- الکوخردی، محمد، بن یوسف، (کُوخِرد حَاضِرَة اِسلامِیةَ عَلی ضِفافِ نَهر مِهران Kookherd, an Islamic District on the bank of Mehran River) الطبعة الثالثة، دبی: سنة ۱۹۹۷ للمیلاد.
- بختیاری، سعید،  «اتواطلس ایران» ، “ مؤسسه جغرافیایی وکارتگرافی گیتاشناسی، بهار ۱۳۸۴ خورشیدی.
- نگاره‌ها از: محمد محمدیان.
- محمد، صدیق «تارخ فارس» صفحه‌های (۵۰ ـ ۵۱ ـ ۵۲ ـ ۵۳)، چاپ سال ۱۹۹۳ میلادی.
- محمدیان، کوخردی، محمد، (مشایخ مدنی)، چاپ دوم، دبی: سال انتشار ۲۰۰۲ میلادی.
- محمدیان، کوخری، محمد، “ (به یاد کوخرد) “، ج۱. ج۲. چاپ اول، دبی: سال انتشار ۲۰۰۳ میلادی.
- اطلس گیتاشناسی استان‌های ایران [Atlas Gitashenasi Ostanhai Iran] (Gitashenasi Province Atlas of Iran)